# Milieu de potassium optimisé par simplex
 (avril 2024).

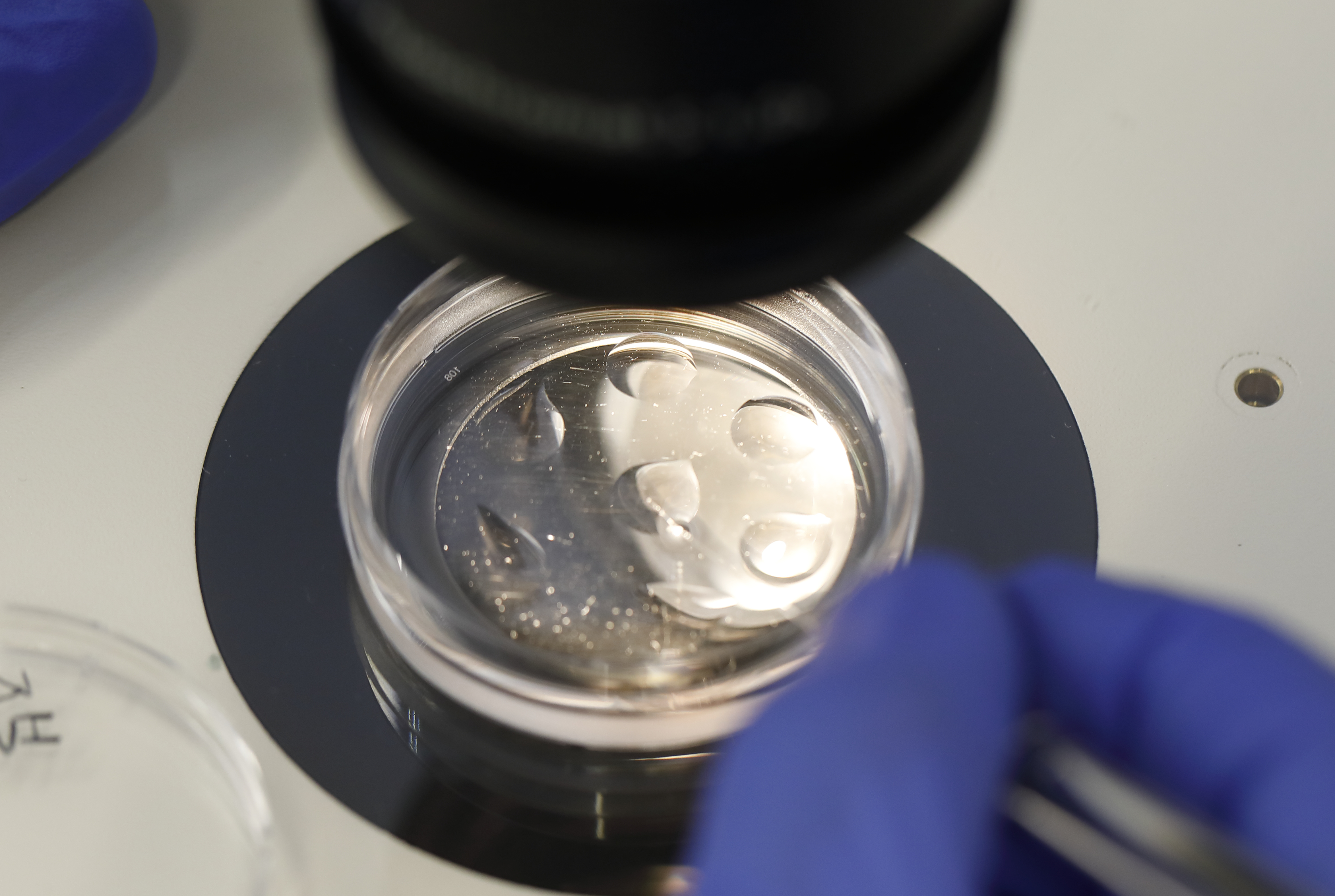
KSOM utilisé dans une culture d'embryons de souris en micro-gouttes

Le milieu de potassium optimisé par simplex (Potassium Simplex Optimized Medium, ou simplement KSOM) est un milieu spécialisé principalement utilisé pour la culture in vitro d'embryons préimplantatoires de souris en recherche,.

## Développement
La culture d'embryons préimplantatoires est d'une importance capitale en recherche, car elle sert de base à l'exploration du développement des embryons, au progrès des technologies de procréation assistée et à la facilitation de la génération d'animaux génétiquement modifiés. La motivation initiale qui a mené à la création du KSOM était de comprendre le phénomène d'arrêt à deux cellules, décrivant l'arrêt de développement que subissent les embryons de souris au stade deux cellules lorsque les bonnes conditions de cultures ne sont pas réunies. Les chercheurs Lawitts et Biggers, dans leurs travaux révolutionnaires du début des années 1990, ont utilisé une stratégie d'optimisation simplexe séquentielle pour résoudre ce problème. Cette méthode implique une approche systématique d'optimisation de plusieurs variables simultanément, permettant d'ajuster précisément les composants du milieu. Leurs efforts ont abouti à la formulation du Milieu Optimisé par Simplex (Simplex Optimized Medium, ou SOM). Des optimisations supplémentaires basées sur le rapport intracellulaire K +/Na + dans les stades à deux cellules ont conduit à l'ajout de potassium au SOM, donnant le KSOM. Le KSOM utilise un tampon au bicarbonate, nécessitant de maintenir le pH par le biais d'une atmosphère riche en CO2, le plus souvent en utilisant un incubateur. La manipulation des embryons de mammifères, en l'absence d'un contrôle du pH par excès de CO2, nécessite l'utilisation de milieux tamponnés, tel que le KSOM supplémenté en HEPES ou le milieu M2.

## Applications et évolutions
À la suite du succès fondateur du KSOM, les biologistes ont exploré davantage l'optimisation des milieux de cultures. Cela a conduit notamment à la supplémentation en acides aminés et à la variante connue sous le nom de KSOM/AA. L'accès aux acides aminés dans le milieu a permis d'augmenter le taux succès du développement embryonnaire des souris ainsi que leur potentiel de croissance. Le KSOM/AA est aujourd'hui un milieu largement utilisé pour la culture d’embryons de souris préimplantatoires en recherche,. Le KSOM/AA prêt à l’emploi peut être obtenu auprès de divers fournisseurs commerciaux, mais il peut également être préparé sur la base de protocoles publiés.

## Composition
La composition de base du KSOM est indiquée dans le tableau ci-dessous. Il est courant de supplémenter le KSOM avec 1 g/L d'albumine de sérum bovin permettant de limiter l'adhésion des embryons aux surfaces de culture tel que le plastique ou le verre. L'ajout de rouge de phénol à une concentration finale de 0,1% permet d'obtenir un aperçu rapide du pH de la solution. Il est nécessaire de filtrer le milieu après préparation (0,2 μm) pour minimiser les risques de contaminations. L'osmolarité finale attendue du KSOM est de 256 mOsm.
| Composant          | Concentration finale (g/L) |
| ------------------ | -------------------------- |
| NaCl               | 5,55                       |
| NaHCO3             | 2,10                       |
| Lactate de Sodium  | 1,12                       |
| CaCl2 · 2H2O       | 0,25                       |
| KCl                | 0,19                       |
| L-Glutamine        | 0,146                      |
| Pénicilline (G)    | 0,06                       |
| Streptomycine      | 0,05                       |
| KH2PO4             | 0,05                       |
| MgSO4 · 7H2O       | 0,05                       |
| Glucose            | 0,04                       |
| Pyruvate de Sodium | 0,02                       |
| EDTA               | 0,004                      |